# Westchester (Florida)
Westchester è un Census-designated place degli Stati Uniti d'America situato nella parte centrale della Contea di Miami-Dade dello Stato della Florida.
Secondo le stime del 2010, la città ha una popolazione di 30.271 abitanti su una superficie di 10,40 km².